# Carilau
Carilau (em grego: Χαρίλαος)  foi rei da cidade-Estado grega de Esparta de 785 a.C. até 750 a.C. ano da sua morte. Pertenceu à Dinastia Euripôntida. Ele foi o filho e sucessor de Polidectes de Esparta, e foi sucedido por seu filho Nicandro.
Carilau ajudou o rei ágida Arquelau a capturar a cidade dos periecos Aegys, cujos habitantes foram vendidos como escravos.
Ele também devastou a terra dos argivos, e iniciou a guerra contra Tégea, baseado em um falso oráculo de que os lacedemônios conseguiriam capturar a cidade e anexar este território da Arcádia.